# 佐久攻め
佐久攻め（さくぜめ）は、戦国時代の合戦。武田信玄の信濃国佐久郡への侵攻で、甲斐武田氏による信濃侵攻の一環。

## 概要
戦国期に甲斐国の武田氏は信濃国諏訪郡の諏訪氏と同盟し、甲斐守護武田信虎は天文10年（1541年）5月に諏訪氏や小県郡の村上義清と共同で佐久郡への侵攻を行い、海野棟綱を駆逐している（海野平の戦い、「神使御頭之日記」『山梨県史』資料編所載）。
同年6月に甲斐では信虎嫡男の晴信（信玄）への当主交代が起こるが、佐久郡の海野棟綱は海野平の戦いの後に上野国へ逃れ、関東管領の上杉憲政の後援を受け、同年7月に上杉勢は佐久へ侵攻し、諏訪氏は武田・村上方へ無断で上杉方と和睦し、佐久郡を割譲している（「神使御頭之日記」）。こうした情勢かれ翌天文11年に武田氏と諏訪氏は手切となり、晴信は諏訪頼重を滅ぼし諏訪郡を制圧する。
その後、武田氏は駿河国今川氏、相模国後北条氏とそれぞれ同盟関係を結び、同盟を背景に本格的な信濃侵攻を開始し、武田氏の佐久・小県郡への侵攻により関東管領の山内上杉氏とは敵対する。天文12年（1543年）9月には信濃小県郡長窪城(長野県小県郡長和町)の大井貞隆を攻め、貞隆を捕縛した（「高白斎記」）。その後、伊那郡の制圧と並行しつつ天文15年（1546年）5月には貞隆の子貞清の拠る佐久郡内山城(長野県佐久市)攻めが行われ、貞清は翌天文16年に貞隆・貞清父子はともに甲府へ出仕して武田氏に臣従した（「高白斎記」）。
天文16年（1547年）7月24日には上野の高田氏が援軍を送るなどとしていた笠原清繁の志賀城(長野県佐久市)攻めが行われ、武田軍は上野から加勢を撃破し、『勝山記』に拠れば討ち取った三千余人の首を城のまわりに並べ城兵の戦意を喪失させたという。同年8月6日には救援のために出兵した上杉憲政勢を佐久小田井原において撃破し（小田井原合戦）、8月11日に志賀城は陥落している（「高白斎記」「勝山記」）。
こうして佐久郡は武田氏により制圧され、以降は武田氏と小県郡の村上義清、信濃守護小笠原長時との対立が顕著になる。